# Bắc Liêu
Bắc Liêu (giản thể: 北辽; phồn thể: 北遼; bính âm: Běi Liáo) là một nhà nước của người Khiết Đan, tách ra từ nhà Liêu, tại miền Bắc Trung Quốc quanh Yên Kinh. Nhà nước này chỉ tồn tại trong 19 tháng vào hai năm 1122-1123. Bắc Liêu lập quốc vào tháng 3 năm 1122, vào lúc đó, Liêu Thiên Tộ Đế bị quân nhà Kim tấn công, phải lưu vong đến Giáp Sơn. Gia Luật Thuần tại Yên kinh được Gia Luật Đại Thạch và những người khác ủng lập làm quân chủ, từ đây bắt đầu triều Bắc Liêu. Ngày 24 tháng 6 năm 1122, Gia Luật Thuần lâm bệnh mất, vương hậu là Tiêu Phổ Hiền Nữ nhiếp chính. Ngày 2 tháng 2 năm 1123, quân Kim tấn công chiếm Yên Kinh, Tiêu Đức phi và Gia Luật Đại Thạch làm phản Thiên Tộ Đế. Tiêu Đức phi bị giết, song Gia Luật Đại Thạch được xá miễn. Về sau Liêu Thiên Tộ Đế bị quân Kim bắt giữ, Liêu triều diệt vong. Lương Vương là Gia Luật Nhã Ý vào tháng 5 tự lập làm hoàng đế, đến tháng 10 bị giết, Gia Luật Truật Liệt lên ngôi. Tháng 11 năm 1123, Bắc Liêu chính thức diệt vong.
Bắc Liêu truyền được 4 đời nhà cai trị, bình quân mỗi người tại vị 5 tháng, trong đó, dài nhất là vương hậu Tiêu Đức Phi, trị vì khoảng 1 năm.

## Danh sách vua Bắc Liêu
| Miếu hiệu       | Thụy hiệu           | Hán danh                                    | Niên hiệu | Thời gian tại vị                             |
| Liêu Tuyên Tông | Thiên Tích Hoàng đế | Gia Luật Thuần                              | Kiến Phúc | 17/3- 24/6 năm 1122 (âm lịch)                |
|                 | Tiêu Đức phi        | Tiêu Thổ Hiền Nữ (Hoàng Thái Hậu, xưng chế) | Đức Hưng  | 24/6/1122-2/2/1123 (âm lịch)                 |
| Thần Tông       | Hiếu Khang Hoàng đế | Gia Luật Nhã Lý (Lương Vương)               | Thần Lịch | 29/5/1123 (Quý Mão) đến tháng mười (âm lịch) |
| Anh Tông        |                     | Gia Luật Truật Liệt                         |           | tháng 10 đến tháng 11 năm 1123 (âm lịch)     |